# Sielsowiet karyżski
Sielsowiet karyżski (ros. Карыжский сельсовет) – jednostka administracyjna (osiedle wiejskie) wchodząca w skład rejonu głuszkowskiego w оbwodzie kurskim w Rosji.
Centrum administracyjnym sielsowietu jest wieś (ros. село, trb. sieło) Karyż.

## Geografia
Powierzchnia sielsowietu wynosi 42,68 km².

## Historia
Status i granice sielsowietu zostały określone ustawami z 2004 i z 2010 roku.

## Demografia
W 2017 roku sielsowiet zamieszkiwało 513 mieszkańców.

## Miejscowości
W skład sielsowietu wchodzą 2 miejscowości: Karyż i Otruba.